# Betsako
Betsako est une commune rurale malgache située dans la partie nord-est de la région de Boeny.